# Couronne Nord (entreprise)
 (mars 2024).
Couronne Nord est une compagnie de production multidisciplinaire québécoise fondée en 2012 par Julie Groleau, Patrice Laliberté et Guillaume Laurin.
La compagnie a d'abord captivé l'attention avec des courts métrages tels que Viaduc (meilleur court métrage canadien au TIFF 2015, plus de 75 sélections en festivals et une vingtaine de prix), Intenselefun (Guillaume Laurin) et Landgraves (Jean-François Leblanc). Couronne Nord a aussi innové en lançant en direct sur Facebook la série web Game(r), visionnée plus de 2 millions de fois.
En 2020, la compagnie marque l’histoire du cinéma canadien en produisant le premier film canadien présenté par Netflix, Jusqu’au déclin (Patrice Laliberté). Sorti le 27 mars 2020 sur la plateforme, le film se hisse rapidement dans le top 10 de nombreux pays (Canada, France, Roumanie, Allemagne, Espagne, etc.) et cumule plus de 70 millions de vues. Le film reçoit par la suite huit nominations au Gala Québec Cinéma et une nomination au Kevin Tierney Emerging Producer Award (Indiescreen Awards - CMPA).
En 2022, Couronne Nord sort son deuxième long métrage, Très belle journée (Patrice Laliberté), le premier film québécois entièrement tourné avec un téléphone cellulaire, projeté en festivals en Europe et aux États-Unis après sa sortie en salle au Québec et en Ontario.

## Court métrage
- 2015 : Viaduc, Patrice Laliberté
- 2016 : Drame de fin de soirée, Patrice Laliberté
- 2019 : Jojo, Guillaume Laurin
- 2020 : Landgraves, Jean-François Leblanc
- 2021 : Opération Carcajou, Nicolas Krief
- 2022 : Danny Greenwood T laid, Guillaume Laurin
- 2024: Vendredi Soir, Nicolas Krief

## Long-métrage
- 2020 : Jusqu'au déclin, Patrice Laliberté
- 2022 : Très Belle Journée, Patrice Laliberté

## Websérie
- 2017 : Game(r) (saison 1), Patrice Laliberté
- 2020 : Game(r) (saison 2), Patrice Laliberté

## Théâtre
- 2013 : Détruire, nous allons, texte et mise en scène de Philippe Boutin
- 2017: Being Philippe Gold, texte et mise en scène de Philippe Boutin
- 2023 : Whitehorse de Guillaume Laurin, Sébastien Tessier et Samuel Cantin, mise en scène de  Simon Lacroix